# Диксон, Дайан
Дайан Линн Диксон (англ. Diane Lynn Dixon; род. 23 сентября 1964, Бруклин, Нью-Йорк) — американская легкоатлетка, специалистка по бегу на короткие дистанции. Выступала за национальную сборную США по лёгкой атлетике в период 1984—1991 годов, чемпионка летних Олимпийских игр в Лос-Анджелесе, обладательница серебряной медали Олимпийских игр в Сеуле, чемпионка Игр доброй воли и Панамериканских игр, победительница и призёрка мировых первенств.

## Биография
Дайан Диксон родилась 23 сентября 1964 года в Бруклине, Нью-Йорк.
Занималась лёгкой атлетикой во время учёбы в Бруклинской технической старшей школе, которую окончила в 1982 году. Затем училась в Университете штата Огайо в Колумбусе, где так же состояла в местной легкоатлетической команде и регулярно принимала участие в различных студенческих соревнованиях. В 1983 году стала первой студенткой вуза, сумевшей выиграть национальное первенство в помещении в беге на 400 метров.
В 1984 году вошла в основной состав американской национальной сборной и благодаря череде удачных выступлений удостоилась права защищать честь страны на домашних летних Олимпийских играх в Лос-Анджелесе. Вместе со своими соотечественницами в программе эстафеты 4 × 400 метров завоевала золотую медаль — при этом в финальном забеге не участвовала, бежала исключительно на стадии полуфиналов.
В 1985 году одержала победу в беге на 400 метров на мировом первенстве в помещении в Париже.
В 1986 году победила в эстафете 4 × 400 метров на Играх доброй воли в Москве.
В 1987 году в эстафете 4 × 400 метров была лучшей на домашних Панамериканских играх в Индианаполисе и взяла бронзу на чемпионате мира в Риме.
Находясь в числе лидеров легкоатлетической команды США, благополучно прошла отбор на Олимпийские игры 1988 года в Сеуле. На сей раз в эстафете 4 × 400 метров выиграла серебряную медаль, уступив в финале команде из Советского Союза, тогда как в индивидуальном беге на 400 метров финишировала пятой.
После сеульской Олимпиады Диксон осталась в составе американской национальной сборной и продолжила принимать участие в крупнейших международных соревнованиях. Так, в 1989 году на дистанции 400 метров она стала серебряной призёркой на мировом первенстве в помещении в Будапеште, пропустив вперёд только немку Хельгу Арендт.
На чемпионате мира в помещении 1991 года в Севилье победила в беге на 400 метров и получила бронзу в эстафете 4 × 400 метров, в то время как на летнем чемпионате мира в Токио удостоилась в эстафете серебряной награды.
По завершении спортивной карьеры работала маркетологом в инжиниринговой компании. С 2001 года участвовала в разработке программ восстановления и физической культуры Департамента образования Нью-Йорка. Основательница фонда, занимавшегося помощью в продвижении карьер ушедших из спорта элитных легкоатлетов.